# 莫大
莫大海（ばくだいかい）は、中国原産のアオイ科（従来の分類ではアオギリ科）ピンポンノキ属の植物ハクジュ（伯樹または柏樹、学名:Sterculia lychnophora、シノニム:Scaphium macropodumまたはS. lychnophorum）の乾燥果実。種子の周りの果肉が水分で膨張するのが特徴で、食用、薬用とする。

## 利用
日本では、乾燥した実を水、微温湯、または番茶で、落とし蓋をして戻して種子を除き、膨張した果肉を刺身のつまや懐石料理の酢の物、寒天寄せなどにもちいる。「莫大な海のような大きさになる」というたとえから、別名を莫大海、胖大海という。

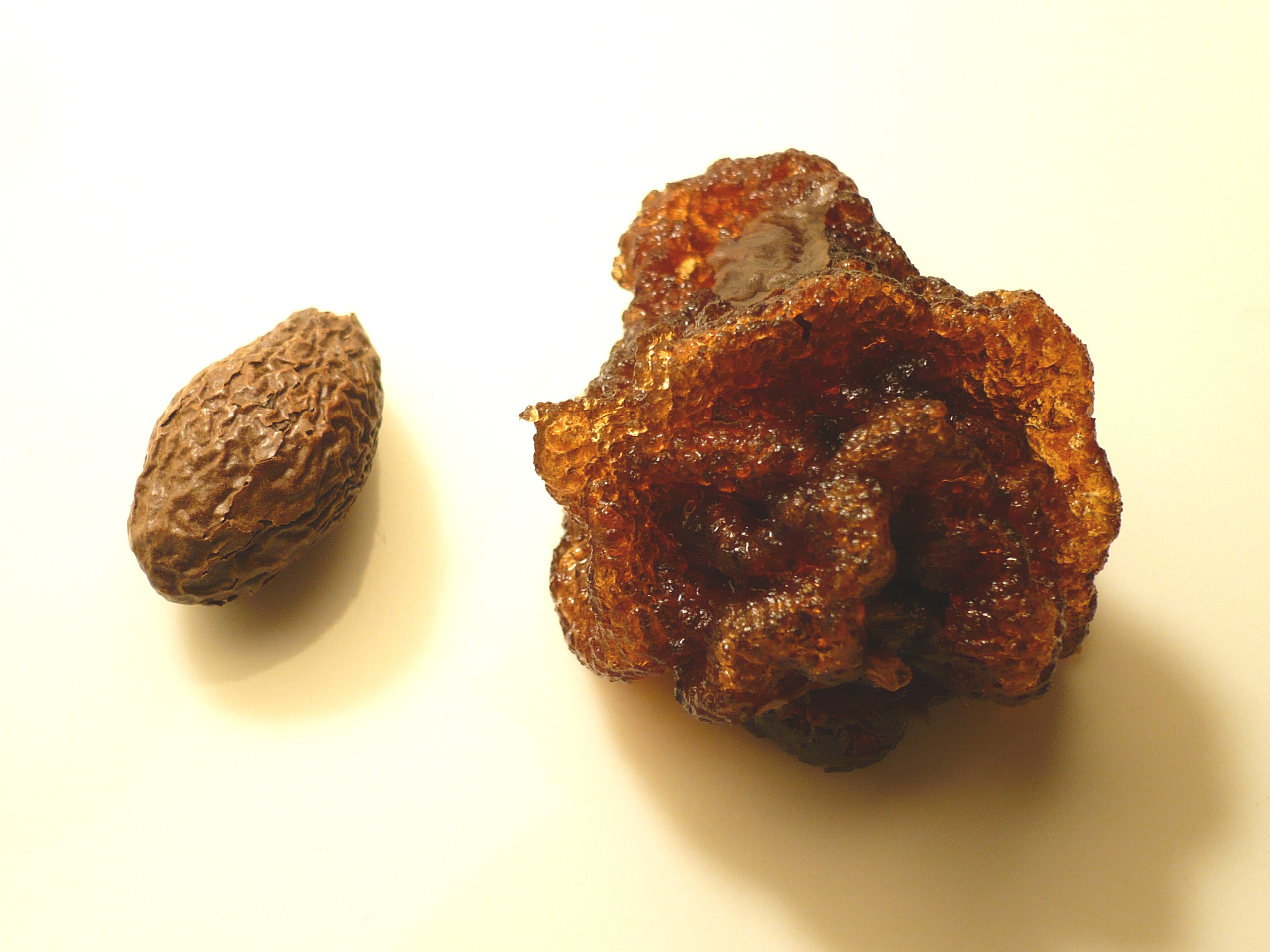
莫大の乾燥した種子（左）と水分を含んで膨張した種子（右）

中国では甘みを付けた茶に入れて食する。ベトナム、タイ、カンボジアでは、デザートに入れて食する。